# ヒューマノイド (ずっと真夜中でいいのに。の曲)
「ヒューマノイド」は、ずっと真夜中でいいのに。の楽曲。3作目のデジタル配信限定シングルとしてEMI Recordsより2018年11月7日に各音楽配信サービスにてリリースされた。

## 概要
- 前作『脳裏上のクラッカー』から約2週間ぶりのリリースとなった。
- 配信開始の前日にYouTubeにてミュージックビデオが公開された[3][4]。
- 2019年10月30日発売されたフルアルバム『潜潜話』にも収録されている[5][6]。
- 歌い出しと最後はアラビア語で歌唱している。この意味は諸説あるが、「夜」という概念が共通していること以外は不明である[7]。

## 収録内容
| #         | タイトル           | 作詞・作曲 | 編曲                           | 時間 |
| --------- | ------------------ | ---------- | ------------------------------ | ---- |
| 1.        | 「ヒューマノイド」 | ACAね      | 関口昌大, ラムシーニ, 坂井直樹 | 4:19 |
| 合計時間: | 合計時間:          | 合計時間:  | 合計時間:                      | 4:19 |

## 収録アルバム
- 正しい偽りからの起床 (#2)
- 潜潜話 (#9)

## カバー
- Afterglow［美竹蘭（佐倉綾音）］ - 2021年7月1日にゲーム『バンドリ! ガールズバンドパーティ!』に追加収録[8]。